# Copa Polinesia 2000
La Copa Polinesia 2000 fue la tercera edición del torneo que englobaba a los países de dicha región geográfica de Oceanía. Se disputó en la Polinesia Francesa —inscrita a la OFC y la FIFA bajo el nombre de Tahití— entre el 6 y el 14 de junio.
La selección local, a pesar de ser organizadora de la Copa de las Naciones de la OFC, tuvo que ratificar su lugar en el torneo, lo cual logró al conseguir su tercer título. Fue acompañado por las Islas Cook, subcampeón por segunda vez consecutiva.

## Clasificación
| Equipo          | Pts | PJ | PG | PE | PP | GF | GC | Dif |
| --------------- | --- | -- | -- | -- | -- | -- | -- | --- |
| Tahití          | 12  | 4  | 4  | 0  | 0  | 30 | 2  | 28  |
| Islas Cook      | 9   | 4  | 3  | 0  | 1  | 8  | 5  | 3   |
| Samoa           | 6   | 4  | 2  | 0  | 2  | 13 | 6  | 7   |
| Tonga           | 3   | 4  | 1  | 0  | 3  | 4  | 15 | -11 |
| Samoa Americana | 0   | 4  | 0  | 0  | 4  | 2  | 29 | -27 |

## Resultados
| 6 de junio de 2000 | Samoa | 4:0     | Tonga | Paranuu Stadium, Papeete |  |
|                    |       | Reporte |       |                          |  |

| 6 de junio de 2000 | Tahití | 18:0    | Samoa Americana | Paranuu Stadium, Papeete |  |
|                    |        | Reporte |                 |                          |  |

| 8 de junio de 2000 | Tahití | 2:1     | Samoa | Paranuu Stadium, Papeete |  |
|                    |        | Reporte |       |                          |  |

| 8 de junio de 2000 | Islas Cook               | 2:1 (1:0) | Tonga        | Paranuu Stadium, Papeete |  |
|                    | Mani 32' · Te Miha 90+1' | Reporte   | ? 65' (pen.) |                          |  |

| 10 de junio de 2000 | Islas Cook                     | 3:0     | Samoa Americana | Paranuu Stadium, Papeete |  |
|                     | Mani · Jamieson · Drollett 90' | Reporte |                 |                          |  |

| 10 de junio de 2000 | Tahití | 8:1     | Tonga | Paranuu Stadium, Papeete |  |
|                     |        | Reporte |       |                          |  |

| 12 de junio de 2000 | Samoa | 6:1     | Samoa Americana | Paranuu Stadium, Papeete |  |
|                     |       | Reporte |                 |                          |  |

| 12 de junio de 2000 | Tahití        | 2:0 (1:0) | Islas Cook | Paranuu Stadium, Papeete |  |
|                     | ? 15' · ? 70' | Reporte   |            |                          |  |

| 12 de junio de 2000 | Tonga | 2:1     | Samoa Americana | Paranuu Stadium, Papeete |  |
|                     |       | Reporte |                 |                          |  |

| 12 de junio de 2000 | Samoa | 2:3 | Islas Cook | Paranuu Stadium, Papeete |  |
|                     |       |     |            | Árbitro(s):              |  |

| Bandera de Polinesia Francesa |
| Campeón Tahití                |
| Tercer título                 |